# Чёрные игуаны
Чёрные игуаны (Ctenosaura) — род ящериц семейства игуановых (Iguanidae). Насчитывает 18 видов.
Общая длина достигает 1,4 м, из которых чуть больше половины составляет хвост. Наблюдается половой диморфизм — самцы больше самок. У самцов имеются большие горловые мешки. Игуаны этого рода имеют характерную окраску — серую с чёрными полосами. Отсюда и происходит их название. Голова у них немного вытянута, туловище коренастое с почти однородной чешуей. От затылка до хвоста тянется гребень. Конечности крепкие.
Любят скальные и каменистые местности. Часто забираются на высоту, где греются на солнце. На наивысших точках располагаются самцы. На территории одного самца можно встретить до 10 самок. Самки пугливые, многие с обломанными хвостами (хвост отрастает гладкий, коричневого цвета, без чешуи). Самцы подпускают человека на расстояние до 1 метра, затем поспешно удаляются, не выказывая агрессии. У чёрных игуан зарегистрирована наивысшая скорость перемещения по суше среди рептилий — 34,9 км в час. Питаются насекомыми, растительной пищей.
Это яйцекладущие ящерицы. Спаривание происходит в феврале.
Большое количество чёрных игуан распространены в Мексике, их можно увидеть даже на древних пирамидах индейцев майя. Встречаются также в юго-западных и юго-восточных штатах США, Гондурасе, Коста-Рике, Сальвадоре, Гватемале, Никарагуа, Панаме, Колумбии.

## Виды
- Чёрная игуана (Ctenosaura acanthura)
- Ctenosaura alfredschmidti
- Ctenosaura bakeri
- Ctenosaura clarki
- Ctenosaura conspicuosa
- Ctenosaura defensor
- Ctenosaura flavidorsalis
- Ctenosaura hemilopha
- Ctenosaura macrolopha
- Ctenosaura melanosterna
- Ctenosaura nolascensis
- Ctenosaura oaxacana
- Ctenosaura oedirhina
- Ctenosaura palearis
- Чёрная игуана Вигманна (Ctenosaura pectinata)
- Ctenosaura praeocularis
- Ctenosaura quinquecarinata
- Ctenosaura similis